# Piaキャロットへようこそ!!G.P.
『Pia♥キャロットへようこそ!!G.P.』（PiaG.P.、PiaキャロG.P.）はF&Cのカクテル・ソフトブランドから2008年1月25日に発売された18禁ファミレス学園アドベンチャーゲーム。初回同梱特典にドラマCD。
また、Piacciから2009年1月22日にはPlayStation 2版『Pia♥キャロットへようこそ!!G.P. 〜学園プリンセス〜』が、2009年6月25日にはPlayStation Portable版『Pia♥キャロットへようこそ!!G.P. 〜学園プリンセス〜 Portable』が発売された。
モバイル向けの配信では2011年4月14日よりmobage、2011年4月15日よりGREEにて開始された。
2016年7月26日。PlayStation 2版をアダルトゲーム化し、さらに『ぴあきゃろG.P.FD』（後述）を同時収録した『Pia♥キャロットへようこそ!!G.P. REFRESH』をDMMからダウンロード専売で発売。
2017年6月23日発売の「Pia♥キャロ 20th ANNIVERSARY PACK」にはREFRESHが収録されている。

## 概要
従来のぴあきゃろシリーズとは異なり、シミュレーションゲーム性を廃したノベルタイプのアドベンチャーゲーム。アニメを模した各話方式のオムニバス展開でストーリーが進み、制服もゲーム序盤に選択するのではなく、イベントなどでストーリーの展開に組み込まれた形で登場する。
スタッフに関しては、シリーズの実質的原作者である稲村竜一は関与せず、旧FC01系の藤井純生がプロデューサーを務めている。旧FC02系スタッフも関与していないため、現実離れした描写が溢れる破天荒でコミカルなストーリーなど、あらゆる面で従来のシリーズ作品とは一線を画している。
前作『Piaキャロットへようこそ!!G.O. 〜グランド・オープン〜』からのひなた睦月をはじめ、涼香・光星の3名が制服デザイン&原画として起用された。オープニングテーマは前作のプロデューサーを務めたK杉一浪プロデュースでクサカンムリが担当している。

### モバイル配信
モバイルでの配信はデジタルジャケットによる移植リリース。

## ストーリー
「Piaキャロット」8号店でウェイターのバイトをすることになった主人公の鴨下大翔だが、出勤初日からガス爆発を起こした彼は、一命は取り留めたものの、多額の借金を背負う羽目になってしまう。そんな境遇に自暴自棄になる大翔だったが、仮面のウェイトレス（!?）が登場して、“新たなサービスや商品の模索”を目的に、学生のみで運営される学園特区「水萌学園」内で新規にオープンされる「Piaキャロット学園特区支店」について語られる。その話を引き受けた大翔は、一癖も二癖もあるをスタッフを集めての店長生活に挑戦する。

## 登場人物
鴨下大翔（かもした ひろと）
声：高木渉
主人公。8号店のバイト初日に、不注意により店をガス爆発で全壊全焼させてしまう。3億円という巨額の負債を背負ったが、木ノ下オーナーからPiaキャロットを発展させることで償うよう取り計らわれ、学園特区店の店長を命れる。両親が亡くなり天涯孤独の身となり、一時期は陽菜の家にお世話になっていた事もある。
PC、PS2、PSPではボイス無し。
紗東陽菜（さとう ひな）
声：榊原ゆい
大翔とは同じ病院で1日違いに生まれた幼馴染。大翔に恋愛感情を抱いているが、勝気な性格が仇となり想いは伝わっていない。
汐月さくら（しおつき さくら）
声：中家志穂
義理と人情の協同組合「汐月組」会長の忘れ形見。右の内太腿に小さな花の刺青がある。
本人に自覚はないが、箱入り娘でドジっ娘。しかし「居合い道の達人」であり、美羽と対等に渡り合える武力を持った数少ない人物。その事も関係するのか、自分と対等に接してくれる美羽とは仲が良い。また、親切にしてくれた大翔にも懐いている。
諸見里葵（もろみざと あおい）
声：水純なな歩。
「Piaキャロット学園特区店」の事実上のサブマネージャーで、水萌学園では風紀委員長も務めている。美羽とは犬猿の仲。完璧超人でいつも笑顔だが、締める時は締めるしっかり者。「ぴあうさ」なる生物を連れている。
黒須美羽（くろす みう）
声：宮沢ゆあな
美咲の姉で、大翔の一学年上の先輩。一人称は「オレ」で、周囲からは「水萌学園の暴君」と恐れられる。
子供じみた体型を気にしており、「小さい」の類語を言われると殴る。性格は「傍若無人かつ面倒臭がり」という面が見られるものの、基本的にはお人好しで面倒見が良く、自分から首を突っ込むこともしばしば。なお、そんな武闘派の彼女が発する「オッス! 肉食ってるかオマエら!」という挨拶ゼリフは大山倍達が生前弟子達にしばしばかけていた言葉であり、この後「肉を食べると強くなるんだよ」ないし「肉を食べると大きくなるんだよ」と続くのが決まり文句であった。
加えて本作の主題歌タイトルでもある『顔面ぱんち』は大山の創始した極真空手の練習及び試合における最も基本的な禁じ手である。また、『仮面ライダー電王』のセリフを幾つも口走る。
黒須美咲（くろす みさき）
声：藤森ゆき奈
美羽の妹で、大翔達の同級生。目立たない自分にコンプレックスがあるが、メガネを外すと学園の五本の指に入る美少女である。
幼少時に美羽がいじめっ子達を撃退して以来、何かと目立つ姉のフォローに回っている。それゆえに作中では「美羽がどんなに暴走しても止めることが出来る唯一の人物」とされている。
酒井陸（さかい りく）
声：大河望
学園特区店の男性スタッフで、主人公に親しく接する。
玉莉ななみ（たまり ななみ）
声：楠鈴音
学園の保健の先生。元風紀委員長。ロボットから怪しい薬から爆弾までなんでもござれの凄い人。トラブルメーカー。
汐月牡丹（しおつき ぼたん）
声：伊藤瞳子
さくらの母親。外見ではさくらのお姉さんと言っても通じるほど若い。現汐月組の会長。
木ノ下泰男（きのした やすお）
祐介や留美の父親。『G.P.』では8号店で主人公と会話をする。また、学園特区店へ視察に来るがトラブルに巻き込まれる。

## スタッフ
- プロデューサー：藤井純生
- シナリオ：みささぎらん、高瀬司、南條しかし（PS2,PSP版：廣野健一、クワ道）
- 原画：ひなた睦月、涼香、光星
- 主題歌
  - オープニングテーマ：顔面ぱんち
    - 作詞：K杉 / 作曲：大川茂伸 / 歌：クサカンムリ

## 不具合問題
初回特典のドラマCDにおいて、予定された内容と異なるものが収録されていた。F&Cでは製造上のミスによるものとし、「店頭配布」「Club F&C 事務局からの正規品送付」「データによるダウンロード」の3方式でサポートを行っている。このうち「Club F&C 事務局からの正規品送付」については3か月後に終了となったが、ほか2方式でのサポートは続いている（ただし、「店頭配布」は在庫分のみ）。

## ぴあきゃろG.P.FD
『Pia♥キャロットへようこそ!!G.P.』のファンディスク『ぴあきゃろG.P.FD』が2008年8月15日に発売された。
収録されている内容は以下の通り。
- ミニノベル
  - 公式サイトで実施した、キャラクター人気投票1位「諸見里葵」・2位「紗東陽菜」・3位「黒須美羽」のアフターストーリー。
- オリジナル加工壁紙
  - 販促画像などを使用した、オリジナル加工壁紙も多数収録。

スタッフ
基本的なスタッフはG.P.本編と共通。
- プロデューサー：藤井純生
- 原画：ひなた睦月、涼香
- シナリオ：みささぎらん、高瀬司、来夢みんと

## 関連商品

### 漫画
コミカライズ版が秋田書店「チャンピオンRED いちご」で連載されていた。シナリオ／みさざきらん、作画／宇佐美渉。単行本は1巻。

### webラジオ
Piaラジ・キャロットへようこそ!!
パーソナリティ：宮沢ゆあな（黒須美羽 役）・藤森ゆき奈（黒須美咲 役）